# 乔斯·穆雷尔

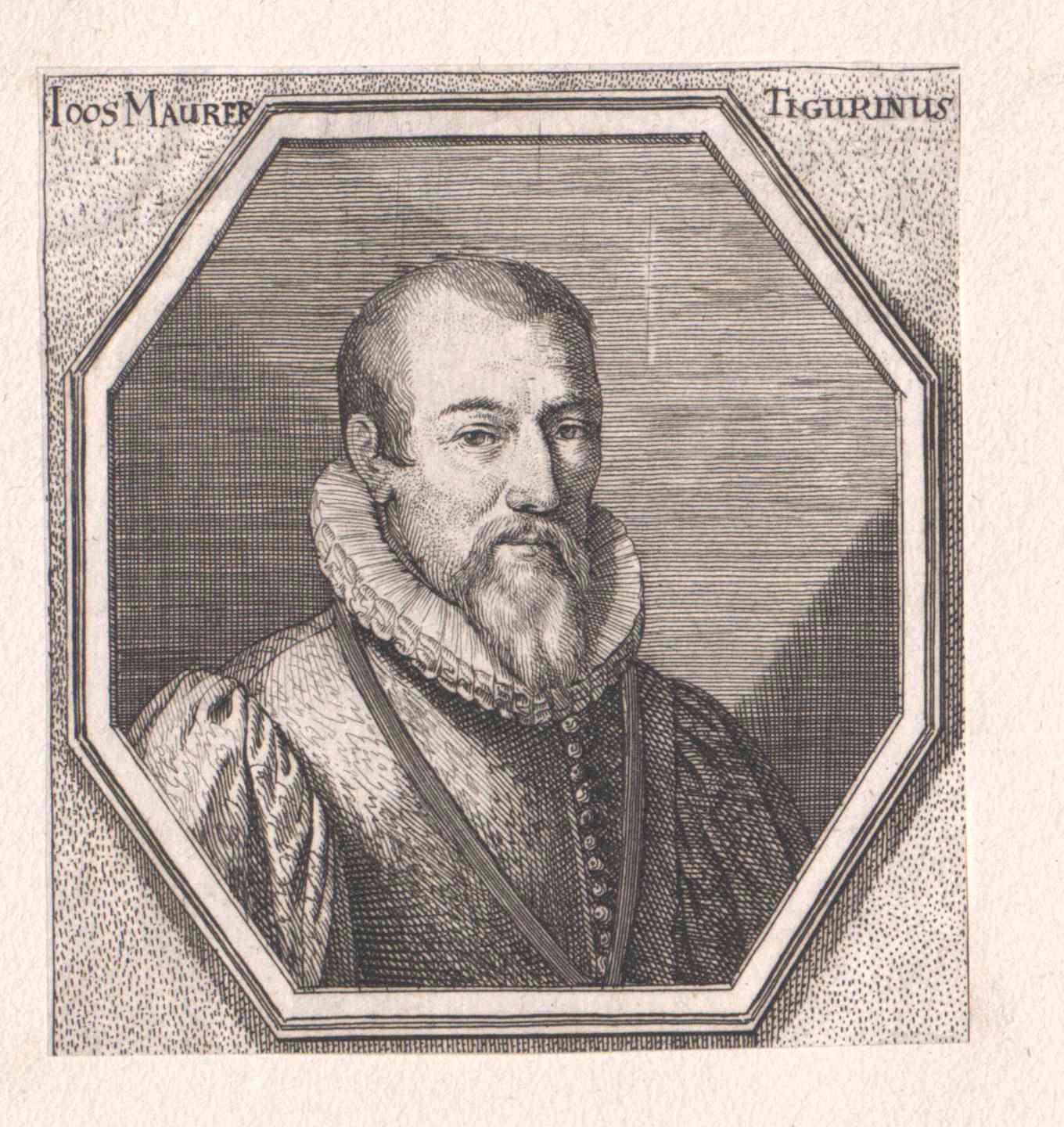
乔斯·穆雷尔。康拉德·迈耶1675年制作的蚀刻版画

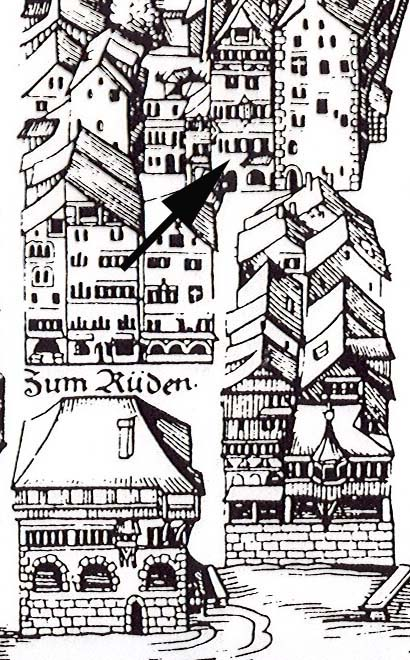
乔斯·穆雷尔位于纳格利霍夫的住宅

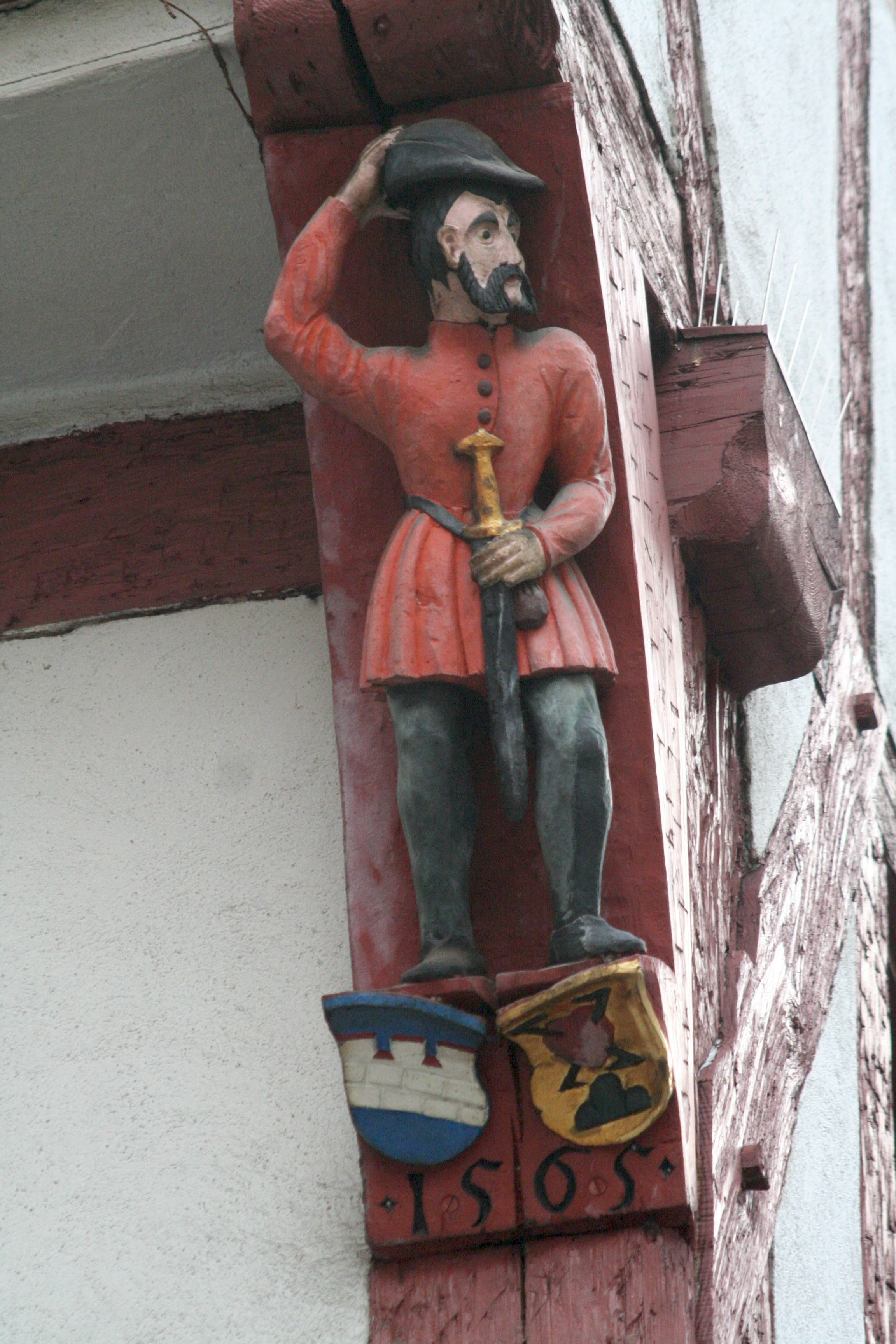
乔斯·穆雷尔及其纹章

乔斯·穆雷尔（Jos Murer，或译约斯·缪尔，1530年8月或9月生于苏黎世；1580年10月14日卒于温特图尔）是苏黎世的彩绘玻璃艺术家、制图师和剧作家。

## 生平与成就
乔斯（尤多库斯）·穆雷尔于1530年8月底或9月初出生于苏黎世，其父约翰内斯·穆雷尔原籍格吕宁根，1525年入籍苏黎世并从事金属加工行业。他于9月5日在苏黎世大教堂受洗。穆雷尔的教育经历较为基础，仅就读过所谓的"德语学校"，未能进入培养神职人员与学者的高等学府，但这并未妨碍他通过自学获得深厚的知识储备。穆雷尔接受手工艺训练成为彩绘玻璃师。当时的学徒制度为期三年，通常在17至18岁完成学业，随后需进行三年游学并通过大师资格考试，据此推算他应于1550-1552年间取得大师资格。
1556年，他与施派尔木雕师卡斯帕·舍恩之女芭芭拉·舍恩成婚。婚前芭芭拉曾在乌尔里希·茨温利之子的家中担任女仆。1557至1577年间，穆雷尔持续获得纹章玻璃窗制作的委托酬金。1558年、1570年及1579年，他为韦廷根西多会修道院的回廊制作了纹章玻璃窗，1559年则为塔尼孔西多会女修道院创作同类作品。穆雷尔更以人物肖像绘制与木刻版画插图闻名，其绘画天赋亦助力制图副业。1566年，他独立承担风险绘制了苏黎世全境地图，据信在此过程中得到温特图尔牧师兼制图师塞巴斯蒂安·施密德的技术支持。
1576年，与小克里斯托弗·弗罗绍尔合作完成的苏黎世城市平面图问世，即著名的缪尔平面图。该地图精确再现了中世纪晚期苏黎世的城市肌理，至今仍是考证历史建筑与街巷原貌的权威参考。穆雷尔的木刻作品以精简线条和平行排线为特色，既能简化重要元素又不失细节。作为彩绘玻璃师，他也充分展现了绘画才能。此外穆雷尔还创作了七部戏剧作品：《拿伯》（约1556年）、《巴比伦围城》（1560年）、《青年之镜》（1560年）、《押沙龙》（1565年）、《主复活记》（1567年）、《以斯帖》（1567年）及《所罗巴伯》（1575年），部分剧本配有小型木刻插图。
尽管享有盛誉，穆雷尔终生未获丰厚财富，仅有吕登广场的"纳格利"宅邸一处。他在公众与当局中备受尊崇，1578年出任行政官迁居温特图尔，1580年10月14日在此逝世，享年50岁。乔斯·穆雷尔的故居"纳格利宅"保存至今，建筑转角处可见穆雷尔夫妇纹章与1565年铭文，上方持剑致意的人像被认为是对其本人的刻画，该形象与存世肖像具有显著相似性。

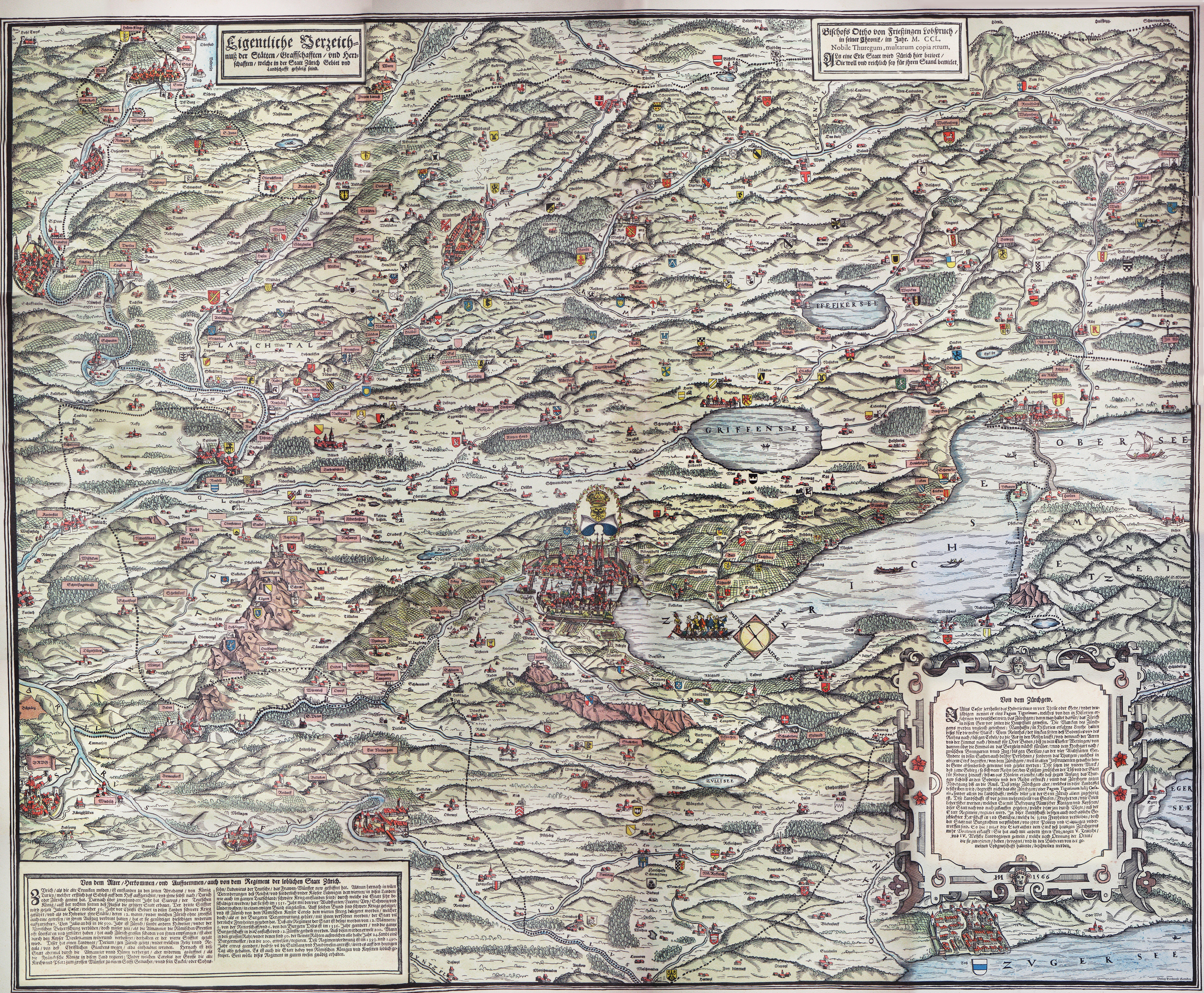
穆雷尔1566年苏黎世地图
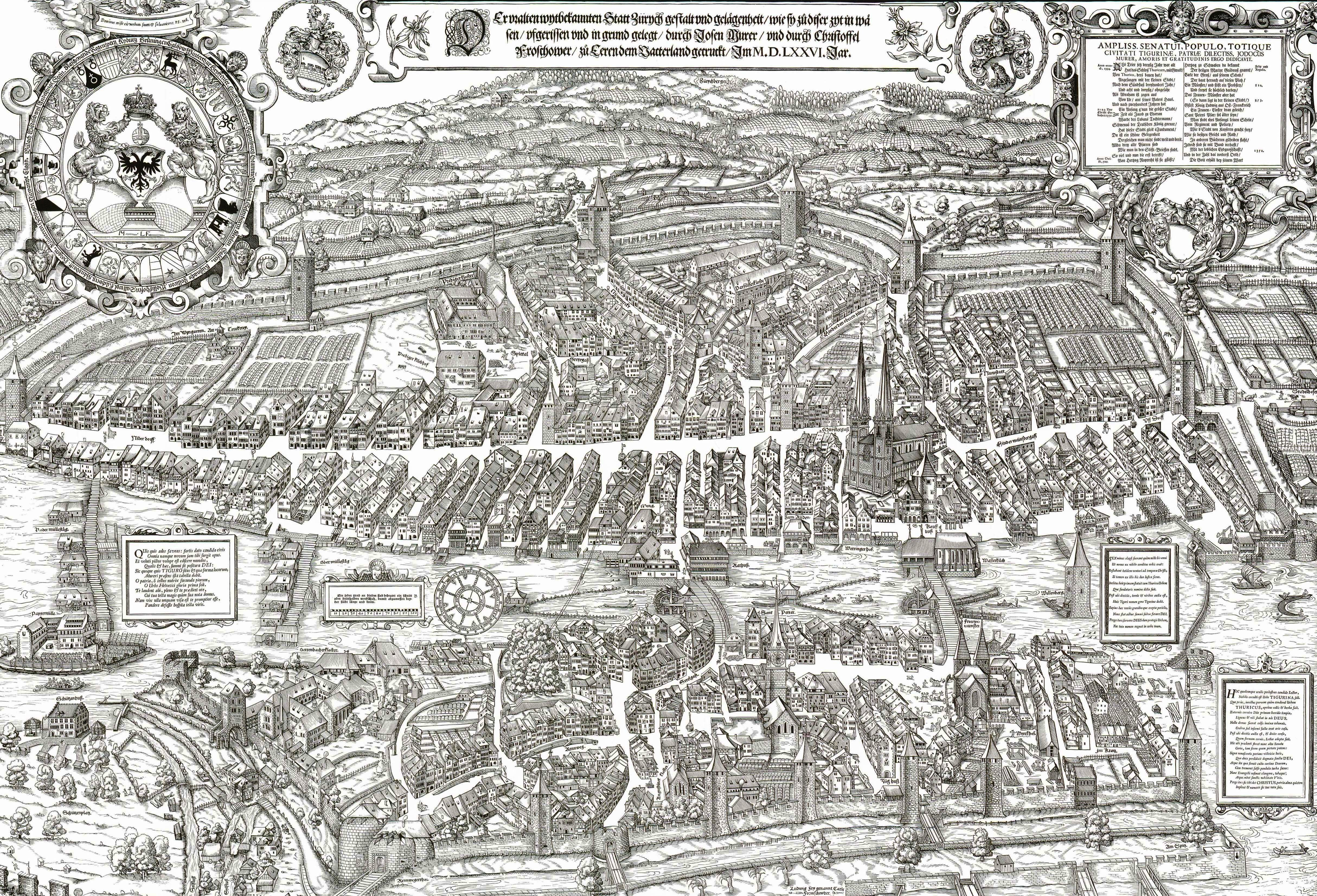
1576年《穆雷尔地图》
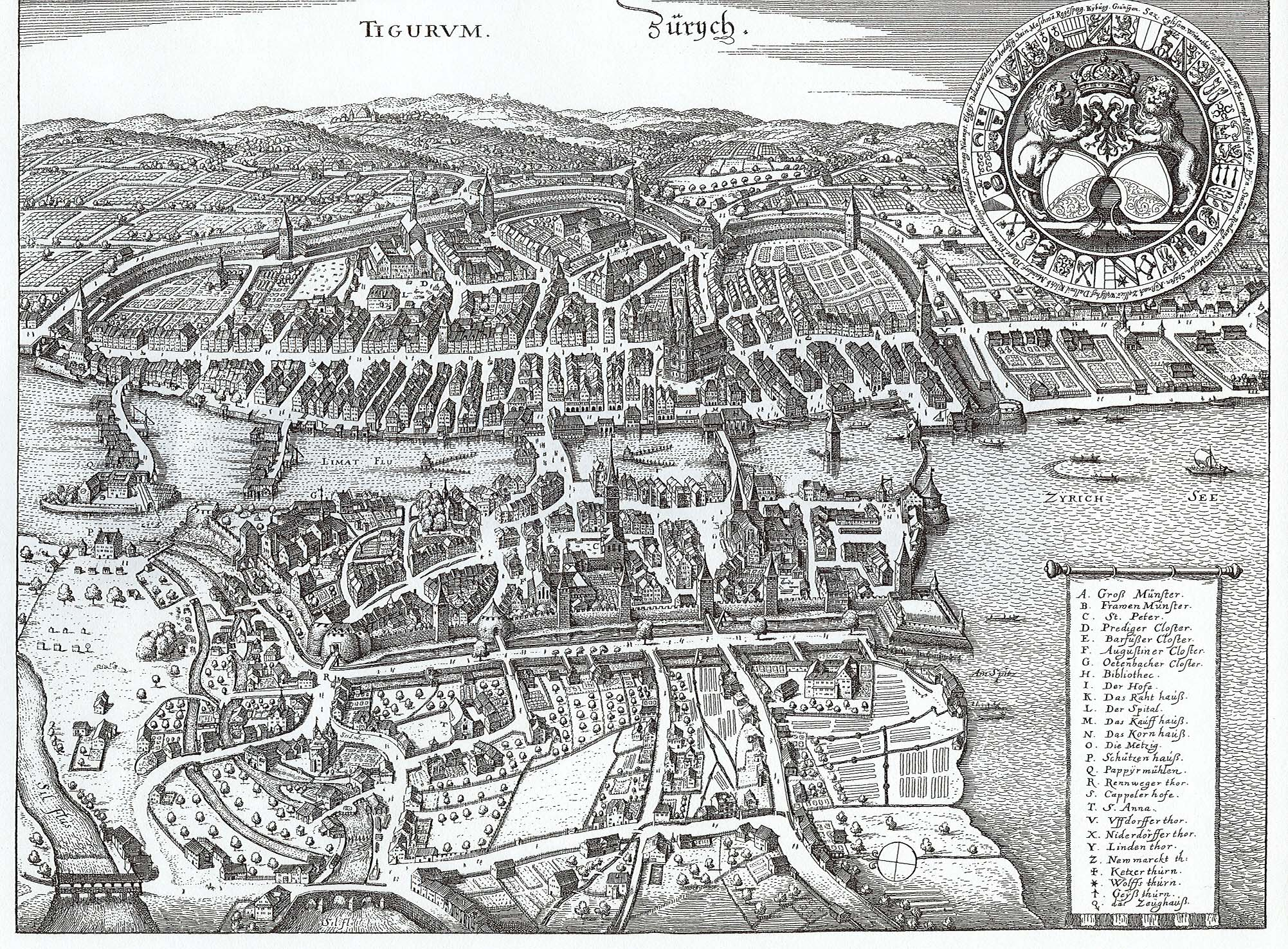
基于乔斯·穆雷尔/路德维希·弗莱（德语：Ludwig Fry）木刻制作的铜版画，马特乌斯·梅里安1638年蚀刻

其十二名子女中的约西亚斯与克里斯托弗·穆雷尔继承父业，在苏黎世继续经营彩绘玻璃工坊。